# Лейн, Эдвард
Эдвард Лейн англ.  Edward Lane (ок. 1670—1729) — англичанин на русской службе, кораблестроитель и организатор судоремонта в России в начале XVIII века, гидротехник, строитель гаваней, доков, шлюзов, крепости и бастионов в Кронштадте и маяков в Финском заливе, капитан над Кронштадтским портом, капитан-командор.

## Биография
Эдвард Лейн (Идверд Лаин) родился в 1670-е годы, англичанин, уроженец Шотландии. В 1702 году был принят на русскую службу поручиком. До 1703 года находился в Воронеже, выполнял промерные работы при строительстве Воронежского адмиралтейства. В феврале 1703 года послан на Олонецкую верфь с матросами и корабельными припасами. Служил на фрегате «Михаил Архангел», на котором участвовал в Северной войне и делал промеры Ладожского озера.
В 1706 году был произведён в капитан-поручики. С 1708 года на Олонецкой верфи занимался модернизацией старых бомбардирских судов, затем был направлен в Санкт-Петербург. В октябре 1711 года командирован в Выборг, где отремонтировал два брандера для отражения нападения неприятельских кораблей в Выборгской губе. Произведён в младшие капитаны.

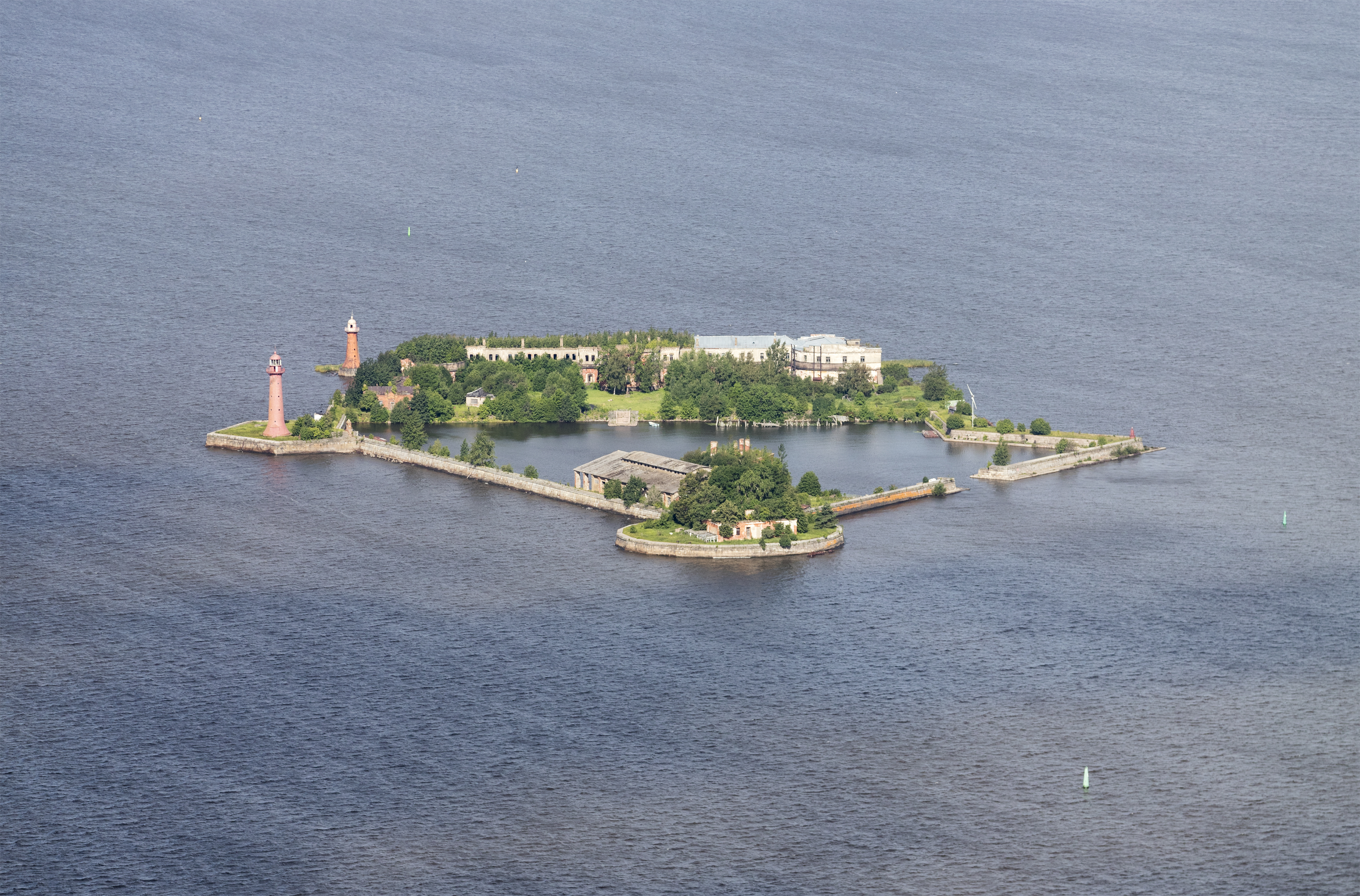
Форт Кроншлот

В 1713 году Пётр I планировал послать Э. Лейна в Англию для найма служителей в Адмиралтейство, однако по просьбе начальника Петербургского адмиралтейства А. В. Кикина и президента Адмиралтейств-коллегии Ф. М. Апраксина был оставлен для работ в России. В 1714 году находился на острове Котлин и занимался подготовкой флота к кампании, о чем докладывал Ф. М. Апраксину. В 1713—1714 годах по указаниям и чертежам Петра I руководил реконструкцией пристани, наблюдал за постройкой «первоначальной гавани» на острове Котлин. 1 января 1715 года произведён в капитаны 1-го ранга «за особливую его службу у гаванскаго дела». Заведовал постройкой гавани у Кроншлота. С июня 1715 года, по распоряжению Петра I, командуя лоц-галиотом, Лейн проводил промеры от Берёзовых островов до Ревеля и Гогланда и вёл составление морских карт.

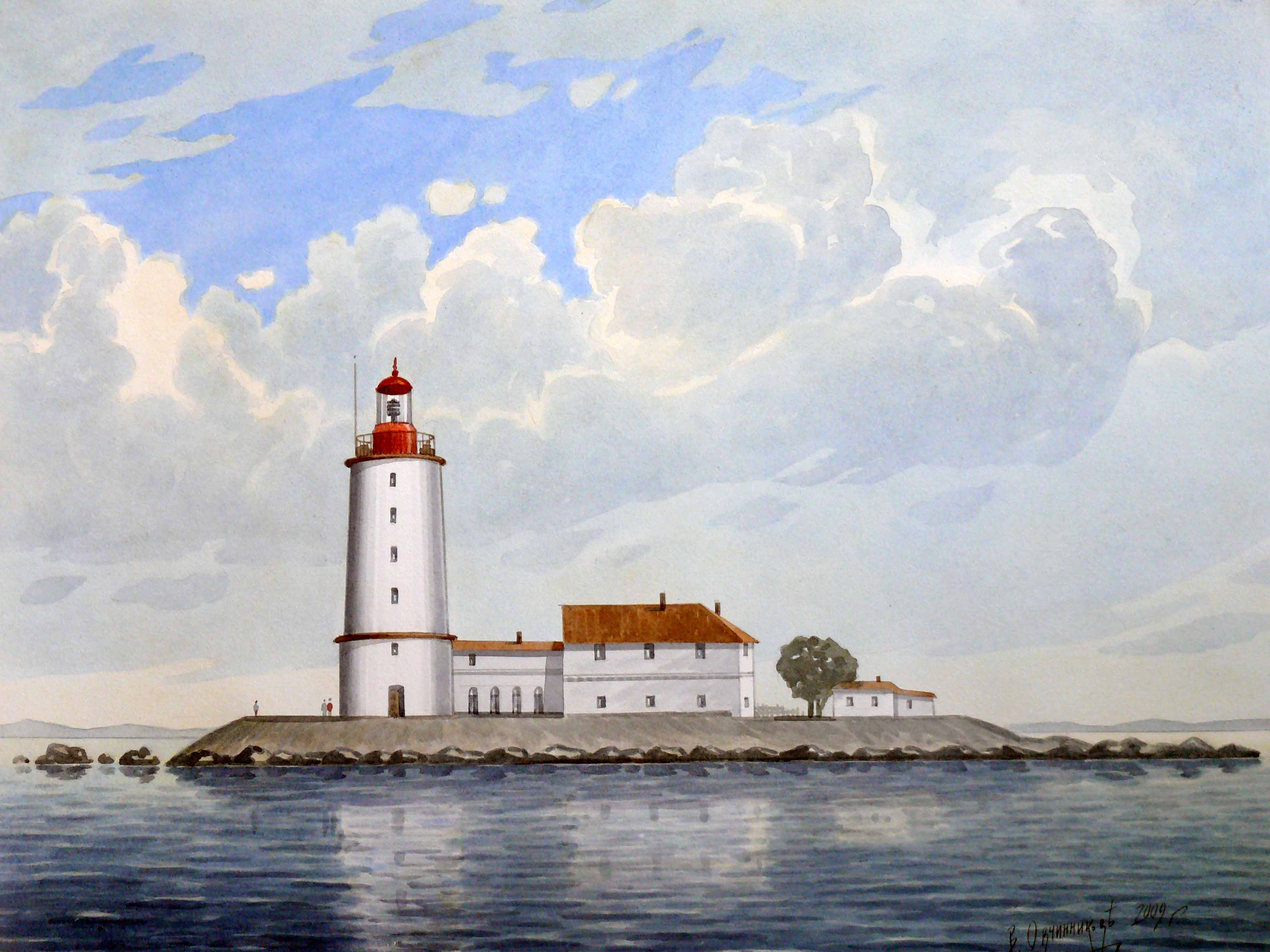
Картина «Маяк Толбухин» В. И. Овчинникова

С 1716 года участвовал в строительстве Военной гавани и канала на Котлине. В 1718 году, согласно указу Петра I о создании Невского флота, был включён в список лиц петровской элиты, которые были обязаны получить буеры для перемещения по водным артериям Петербурга. В августе 1719 года, согласно указу Петра I, руководил установкой навигационных огней в устье реки Сестра и на Котлинской косе. Согласно указу Петра об изготовлении «росторверка пловучего у стен Воинского гавана», с 1720 года принимал участие в проектировании «корабельной» крепости Кроншлот и города Кронштадта, руководил строительством Военной и Купеческой гаваней, Кронштадтского канала, шлюзов и доков и батарей, маяка Стирсудден, маяка Толбухин в Финском заливе. В апреле 1721 года Эдвард Лейн обследовал мель «Лондон» (названа так после крушения военных кораблей «Портсмут» и «Лондон» в 1719 году) и просил указаний царя относительно установки там маяка, получив разрешение строил Лондонский маяк «по западную сторону Котлина». В июле 1721 года Пётр поручил Эдварду Лейну строить шлюпочный амбар.
22 октября 1721 года был пожалован в капитан-командоры. По именному указу Петра, в декабре 1721 года был послан зимой ехать «для вымеривания моря» в Рогервике. В марте 1722 года Эдвард Лейн писал А. Д. Меншикову, что произвёл там необходимые измерения и послал Петру чертёж новой гавани. В июне 1722 года по указу Петра принимал участие в ревизии «счётного дела» подьячих, «приличившихся в преступлениях» при строительстве гаваней на Котлине.
22 августа 1722 года назначен капитаном над Кронштадтским портом. Выезжал в Ревель для наблюдения за постройкой ревельской гавани. В 1723 году принимал участие в планировке улиц Кронштадта, затем был командирован для промера Ладожского канала.
16 января 1724 года по указу Петра президент Адмиралтейств-коллегии Ф. М. Апраксин объявил поощрение Э. Лейну: «за многие его при канальном и гаванном и городовом деле труды, доколе при оных будет, давать сверх окладного его жалования 600 рублей на год, в том числе счисляя и прежде определённые за оные же труды 200 рублей, и ту дачу производить, сего января с 1-го числа». В феврале 1724 году получил приказ Петра о строительстве крепости в Кронштадте с припиской «1-е гаупт-вахт делать высотою 22 фута от земли, а не от воды».
8 февраля 1725 года был вызван в Санкт-Петербург «для отдания чести Его Величества телу и для поздравления Государыни Императрицы со вступлением на престол». В 1726 году вошёл в состав комиссии для рассмотрения новых штатов о такелаже.
Скончался Эдвард Лейн 8 июня 1729 года в Кронштадте. Вдове был выдан годовой оклад его жалования 1200 рублей.